# Buteen
Buteen is een alkeen met als brutoformule C4H8. Het is door de aanwezigheid van een dubbele binding het monomeer (de bouwsteen) voor enige polymeren.
De benaming isobuteen wordt gegeven aan 2-methylpropeen. Isobuteen is een belangrijk tussenproduct voor een variatie aan synthetische rubbers door combinatie met tal van andere verbindingen.
Buteen wordt met vele andere verbindingen als nevenverbinding verkregen tijdens het kraakproces van ruwe olie en is daardoor een relatief goedkope stof. Ook in benzine zit vaak buteen, soms wel tot 15%. Zuiver but-1-een kan men produceren door de dimerisatie van etheen.

## Isomeren
Onder de alkenen zijn er vier structuurisomeren. Van de vier isomeren is α-buteen een lineair alfa-alkenen en is isobuteen (ook wel 2-methylpropeen genoemd) een vertakt alfa-alkeen.
| Isomeren van buteen | Isomeren van buteen | Isomeren van buteen |
| IUPAC-naam          | Triviale naam       | Structuurformule    |
| ------------------- | ------------------- | ------------------- |
| but-1-een           | α-buteen            |                     |
| (2Z)-but-2-een      | cis-β-buteen        |                     |
| (2E)-but-2-een      | trans-β-buteen      |                     |
| 2-methylpropeen     | Isobuteen           |                     |

Alle isomeren zijn bij kamertemperatuur gasvormig, maar zijn makkelijk vloeibaar te maken door samenpersing of temperatuurverlaging, zoals bij butaan. Het gas van alle isomeren is kleurloos, maar de geur verschilt. Het gas is zeer brandbaar en is zwaarder dan lucht.
In een kleine hoeveelheid wordt α-buteen gebruikt als co-monomeer voor de productie van polyethyleen met een grote dichtheid en voor die van lineair polyethyleen met een lage dichtheid. Isobutyleen wordt gebruikt voor de productie van MTBE (methyl-tert-butylether) en iso-octaan. Deze beide producten worden aan benzine toegevoegd voor de verhoging van de klopvastheid. Isobuteen is ook het monomeer (de bouwsteen) voor het polymeer polyisobuteen, een zachte synthetische rubbersoort. Door tijdens de polymerisatie van isobuteen 2 tot 7% propeen mee te polymeriseren, verkrijgt men het hardere butylrubber.